# Mejor Extranjero de la PBA
El Mejor Extranjero de la Philippine Basketball Association (Philippine Basketball Association Best Import of the Conference Award) es un premio anual otorgado por la PBA al mejor jugador extranjero de la liga. El premio se creó en 1981.

## Ganadores

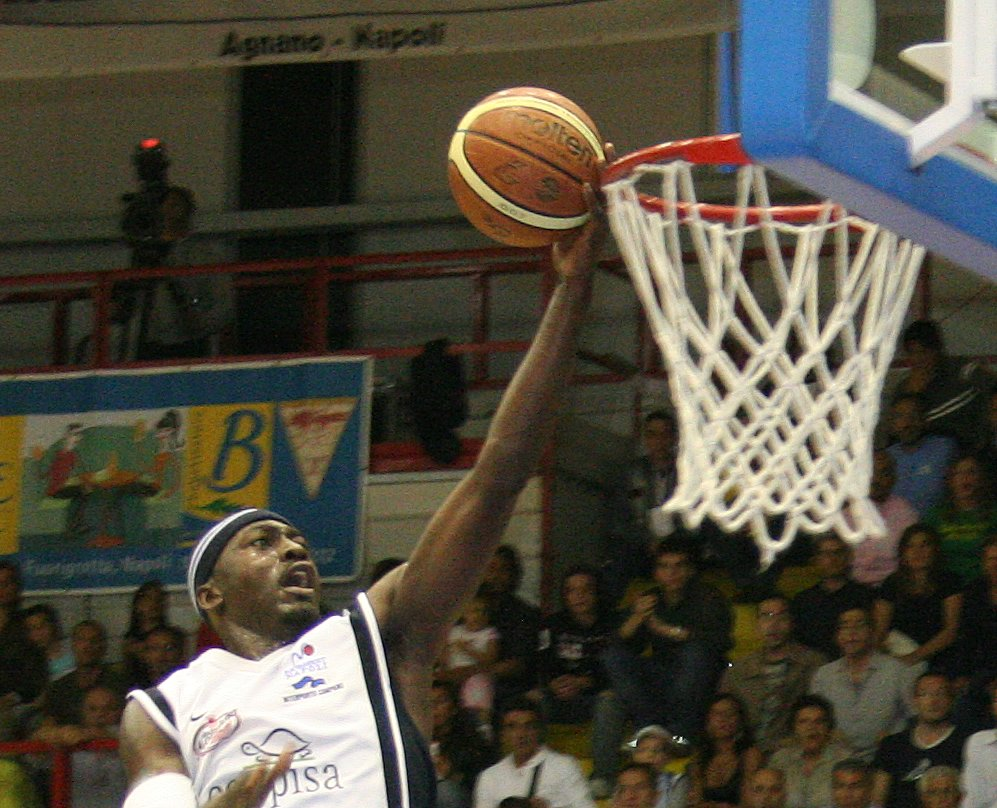
Ansu Sesay ganó el premio en 2000.

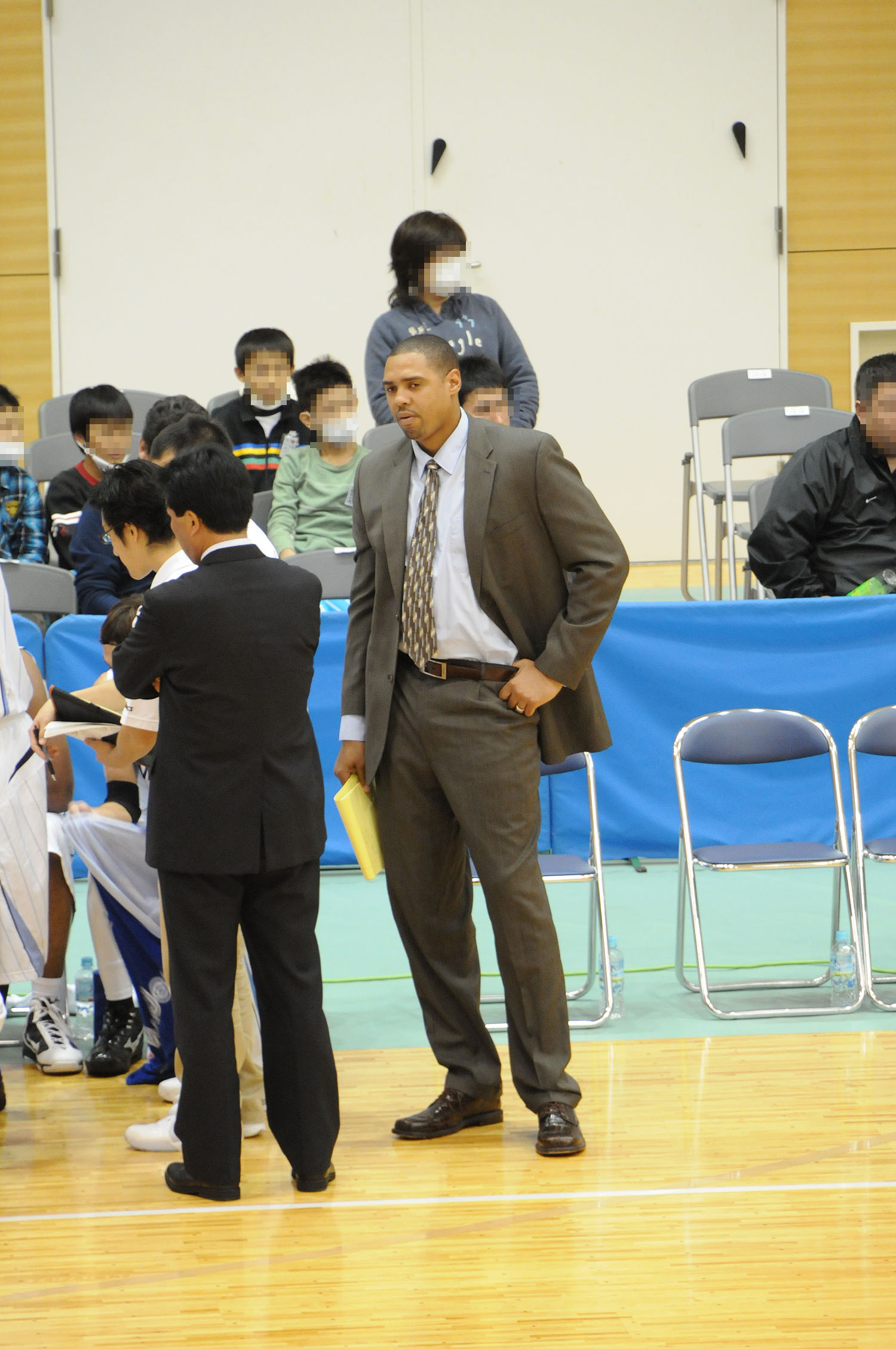
Antonio Lang ganó el premio en 2001.

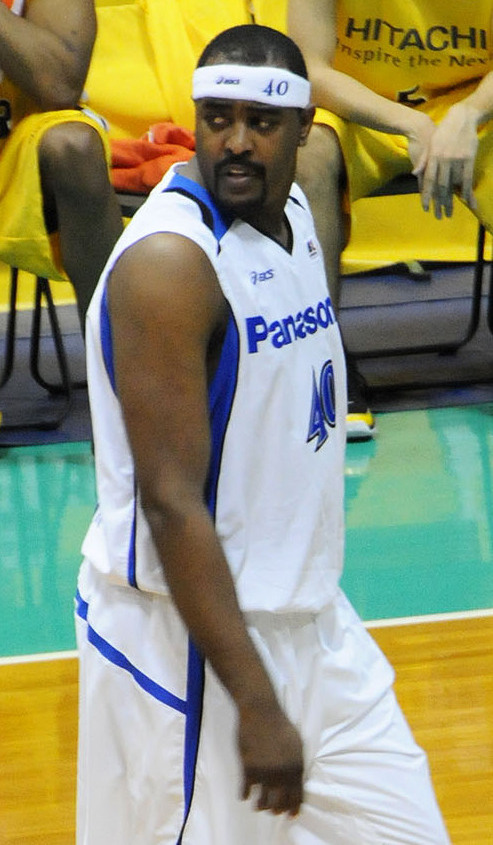
Jerald Honeycutt ganó el premio en 2002.

| Temporada | Conferencia         | Jugador           | Equipo           |
| --------- | ------------------- | ----------------- | ---------------- |
| 1981      | Open                | Andrew Fields     | Toyota           |
| 1981      | Reinforced          | Russell Murray    | Tanduay          |
| 1982      | Reinforced Filipino | Norman Black      | San Miguel       |
| 1982      | Invitational        | Donnie Ray Koonce | Toyota           |
| 1983      | Reinforced Filipino | Billy Ray Bates   | Crispa           |
| 1983      | Open                | Billy Ray Bates   | Crispa           |
| 1984      | Invitational        | Jeff Collins      | Great Taste      |
| 1985      | Open                | Norman Black      | San Miguel       |
| 1985      | Reinforced          | Michael Hackett   | Ginebra          |
| 1986      | Reinforced          | Rob Williams      | Tanduay          |
| 1986      | Open                | Michael Young     | Manila Beer      |
| 1987      | Open                | David Thirdkill   | Tanduay          |
| 1987      | Reinforced          | Bobby Parks       | San Miguel       |
| 1988      | Open                | Jamie Waller      | Ginebra          |
| 1988      | Reinforced          | Bobby Parks       | Shell            |
| 1989      | Open                | Bobby Parks       | Shell            |
| 1989      | Reinforced          | Carlos Briggs     | Añejo            |
| 1990      | First Conference    | Bobby Parks       | Shell            |
| 1990      | Third Conference    | Bobby Parks       | Shell            |
| 1991      | First Conference    | Bobby Parks       | Shell            |
| 1991      | Third Conference    | Wes Matthews      | Añejo/Ginebra    |
| 1992      | First Conference    | Bobby Parks       | Shell            |
| 1992      | Third Conference    | Tony Harris       | Swift            |
| 1993      | Commissioner's      | Ronnie Thompkins  | Swift            |
| 1993      | Governors           | Kenny Travis      | San Miguel       |
| 1994      | Commissioner's      | Ken Redfield      | Purefoods        |
| 1994      | Governors           | Ronnie Coleman    | Pepsi            |
| 1995      | Commissioner's      | Ronnie Grandison  | Sunkist          |
| 1995      | Governors           | Steven Smith      | Sunkist          |
| 1996      | Commissioner's      | Ken Redfield      | Shell            |
| 1996      | Governors           | Sean Chambers     | Alaska           |
| 1997      | Commissioner's      | Jeff Ward         | San Miguel       |
| 1997      | Governors           | Larry Robinson    | San Miguel       |
| 1998      | Commissioner's      | Devin Davis       | Alaska           |
| 1998      | Governors           | Silas Mills       | Mobiline         |
| 1999      | Commissioner's      | Terquinn Mott     | San Miguel       |
| 1999      | Governors           | Lamont Strothers  | San Miguel       |
| 2000      | Commissioner's      | Ansu Sesay        | Sta. Lucia       |
| 2000      | Governors           | Derrick Brown     | Purefoods        |
| 2001      | Commissioner's      | Antonio Lang      | Red Bull         |
| 2001      | Governors           | Damian Owens      | Sta. Lucia       |
| 2002      | Governors           | Derrick Brown     | Purefoods        |
| 2002      | Commissioner's      | Jerald Honeycutt  | Talk 'N Text     |
| 2003      | Reinforced          | Tee McClary       | Coca-Cola        |
| (2004)    | Fiesta              | Victor Thomas     | Red Bull         |
| 2004-05   | Fiesta              | Jerald Honeycutt  | Talk 'N Text     |
| 2005-06   | Fiesta              | Marquin Chandler  | Purefoods        |
| 2006-07   | Fiesta              | Rosell Ellis      | Alaska           |
| 2007-08   | Fiesta              | Chris Alexander   | Ginebra          |
| 2008-09   | Fiesta              | Gabe Freeman      | San Miguel       |
| 2009-10   | Fiesta              | Gabe Freeman      | San Miguel       |
| 2010-11   | Commissioner's      | Nate Brumfield    | Barangay Ginebra |
| 2010-11   | Governors           | Arizona Reid      | Rain or Shine    |